# Крекінг-установка у Пекіні
Крекінг-установка у Пекіні — складова частина виробничого майданчика Beijing Yanhua Petrochemical (дочірня компанія Sinopec), розташованого за два десятки кілометрів на південний захід від околиці Пекіну.
Введена в експлуатацію у 1989-му, пекінська установка парового крекінгу стала однією з цілої серії «трьохсоттисячників», споруджених у Китаї наприкінці 1980-х (нарівні з піролізними установками в Шанхаї, Нанкіні, Кілу та Дацині). Втім, її доволі швидко модернізували, так що потужність по етилену станом на початок 2000-х становила вже 660 тисяч тонн, а ще за кілька років — 710 тисяч тонн. Установка піддає піролізу газойль (70 %) та газовий бензин (30 %), тому продукує окрім етилену велику кількість інших ненасичених вуглеводнів — бутадієну (120 тисяч тонн) та пропілену.
Отриманий етилен споживається рядом похідних виробництв, здатних випускати поліетилен низької щільності (380 тисяч тонн), поліетилен високої щільності (150 тисяч тонн), монетиленгліколь та мономер стирену (по 80 тисяч тонн). Крім того, в 2004-му на майданчику запустили установку 1-гексену (кополімер, котрий отримують тримеризацією етилену) потужністю 50 тисяч тонн. Пропілен необхідний для полімеризації у поліпропілен (380 тисяч тонн) та виробництва фенолу і ацетону (240 тисяч тонн).